# DVB-C2
DVB-C2 (ang. Digital Video Broadcasting – Cable Second Generation) – standard systemu cyfrowej telewizji kablowej w DVB. To ostatnia używana modulacja i technika kodowania, by umożliwić wysoką efektywność sieci kablowych. W wielu przypadkach strumień pojemności transmisji jest ograniczony. DVB-C2 początkowo będzie używany do dostawy nowatorskich usług takich jak VOD (video-on-demand) i telewizji wysokich rozdzielczości HDTV, pomagając cyfrowym operatorom pozostać konkurencyjnym jak również, by sprostać wymaganiom retransmisji. W dłuższym okresie migracja aktualnych usług DVB-C do DVB-C2 też jest przewidywana przez operatorów z uwagi na postęp technologiczny.

## Różnice w systemach DVB-C
DVB-C2 oferuje zasięg trybów i opcji, które mogą być optymalne dla różnych cech sieci i wymagań różnych usług zaplanowanych dla dostawy usług do klientów kablowych w porównaniu do jego poprzednika.

### Tabela porównująca cechy i tryby DVB-C z DVB-C2
|                                  | DVB-C                                    | DVB-C2                                                                          |
| -------------------------------- | ---------------------------------------- | ------------------------------------------------------------------------------- |
| Interfejs wejścia                | Jeden strumień transmisji                | Transmisja wielostrumieniowa i GSE (ang. Generic Stream Encapsulation)          |
| Tryby                            | Stałe kodowanie i modulacja              | Zmienne kodowanie i modulacja oraz przystosowywanie kodowania i modulacji       |
| Kodowanie korekcyjne             | Reed Solomon (RS)                        | LDPC + BCH                                                                      |
| Przeplot                         | Przeplatanie bitów                       | Przeplatanie bitów, czasu i częstotliwości                                      |
| Modulacja                        | Pojedynczy nośnik QAM                    | COFDM                                                                           |
| Sygnał pilotowy                  | –                                        | Rozproszone i ciągłe sygnały pilotowe                                           |
| Długość czasu ochronnego sygnału | –                                        | 1/64 lub 1/128                                                                  |
| Schemat modulacji                | 16-QAM, 32-QAM, 64-QAM, 128-QAM, 256-QAM | 16-QAM, 32-QAM, 64-QAM, 128-QAM, 256-QAM, 512-QAM, 1024-QAM, 2048-QAM, 4096-QAM |

Stosowanie tej techniki kodowania i modulacji oferuje o 30% wyższą pojemność pasma w porównaniu do DVB-C. Strumień pojemności będzie większy o 60% dla zoptymalizowanych sieci optycznych HFC.